# Liste der Träger des Verdienstordens des Landes Rheinland-Pfalz/1985
Im Jahr 1985 wurden folgende Personen mit dem Verdienstorden des Landes Rheinland-Pfalz geehrt:
| Ordensträger                    | Lebensdaten | Wohnort              | Wirken |
| ------------------------------- | ----------- | -------------------- | --- |
| Karl Berg                       |             | Trier                | |
| Alexander Böhm                  | 1929–2006   | Rockenberg           | Rechtswissenschaftler und Kriminologe                                                                                |
| Marie Luise Carow               |             | Mainz                | |
| Roger Chereau                   |             | Trier                | |
| Auguste Dospil                  |             | Landau in der Pfalz  | |
| Josef Dospil                    | 1919–2000   | Landau in der Pfalz  | |
| James M. Durham                 |             | Selfridge            | |
| Franz Fippinger                 | 1932–2013   | Siebeldingen         | Psychologe und Pädagoge                                                                                              |
| Michael Gruschwitz              |             | Bonn                 | |
| Helmut D. Hild                  |             | Darmstadt            | |
| Bernhardine Annelore Hohlreiter |             | Idar-Oberstein       | |
| Walter Kalkhof-Rose             |             | Mainz                | |
| Peter Keber                     |             | Bacharach            | |
| Heinrich Kimmle                 | 1914–2000   | Pirmasens            | Pfarrer in St. Elisabeth, Begründer der Heinrich-Kimmle-Stiftung (Einrichtungen für Menschen mit Behinderungen)      |
| Annemarie Klassmann             |             | Mainz                | |
| Gonda Korn                      |             | Bruchmühlbach-Miesau | |
| Elfriede Marschall              |             | Mainz                | |
| Manfred Niehuis                 | * 1944      | Albersweiler         | Biologe, Entomologe, Hochschullehrer, Fachautor und Schriftleiter der Zeitschrift Fauna und Flora in Rheinland-Pfalz |
| Valentin Ort                    |             | Annweiler am Trifels | |
| Lieselotte Reichel              |             | Speyer               | |
| Edgar Reitz                     | * 1932      | München              | Autor, Filmregisseur und ehemaliger Professor für Film an der Staatlichen Hochschule für Gestaltung in Karlsruhe.    |
| Sophie Rodenstein               |             | Bendorf              | |
| Hedwig Rösler                   |             | Worms                | |
| Fredy Schäfer                   | 1933–2017   | Koblenz              | Postbeamter und Politiker (CDU)                                                                                      |
| Bruder Theo Scheers             |             | Montabaur            | |
| Gerhard Schreiber               | 1932–2022   | Göllheim             | Veterinärrat |
| Elisabeth Schuld                |             | Mainz                | |
| Manfred Schulz                  |             | Mainz                | |
| Clementine Schwieger            |             | Koblenz              | |
| Ernst Steffny                   |             | Trier                | |
| Hildegard Anna Stein            |             | Trier                | |
| Jürgen Wichmann                 |             | Trier                | |
| Berno Wischmann                 | 1910–2001   | Kirn                 | Leichtathlet, Hochschullehrer und Funktionär im Deutschen Leichtathletik-Verband.                                    |